# Flashback (jogo eletrônico)
Flashback, lançado como Flashback: The Quest for Identity nos Estados Unidos, é um jogo de plataforma cinematográfica de ficção científica de 1992 desenvolvido pela Delphine Software da França e publicado pela US Gold nos Estados Unidos e na Europa e pela Sunsoft no Japão.
O jogo foi dirigido, escrito/desenhado e parcialmente programado por Paul Cuisset, que já havia criado o jogo de aventura Future Wars. Flashback foi lançado inicialmente para o Amiga em 1992, embora originalmente criado para o Mega Drive/Genesis. A versão Mega Drive/Genesis não foi lançada até 1993. Flashback também foi portado para MS-DOS, Acorn Archimedes e Super NES em 1993. Versões em CD-ROM do Flashback para o Sega CD, 3DO, CD-i, MS-DOS, Apple Macintosh e FM Towns foram lançadas durante 1994 e 1995, juntamente com uma versão em cartucho para o Atari Jaguar em 1995. Em 2017, o jogo foi lançado mundialmente no Sega Dreamcast com recursos gráficos e cenas tiradas da versão MS-DOS e músicas da versão Amiga. Um port atualizado intitulado Flashback: Remastered Edition foi lançado para Nintendo Switch em 7 de junho de 2018, para PlayStation 4 em 20 de novembro de 2018 e para Windows em 29 de novembro de 2018.
Originalmente anunciado como um "jogo de CD-ROM em um cartucho", o jogo apresenta cenários totalmente desenhados à mão e toda a animação é rotoscopada, dando aos movimentos uma fluidez incomum, semelhante à do anterior Prince of Persia . A técnica de captura do Flashback foi inventada independentemente do Prince of Persia e usou um método mais complicado de primeiro rastrear imagens de vídeo em transparências.
O jogo foi um sucesso comercial e de crítica e foi listado no Guinness World Records como o jogo francês mais vendido de todos os tempos. Foi seguido por uma sequência intitulada Fade to Black em 1995. Em 2013, um remake de Flashback da VectorCell foi lançado para PC e consoles.
Uma sequência, Flashback 2 foi anunciada pela Microids em maio de 2021. O jogo está em desenvolvimento e programado para ser lançado em 2022 para PC e consoles.

## Jogabilidade
Como um jogo de plataforma cinematográfico, o Flashback apresenta uma jogabilidade semelhante à de Prince of Persia de 1989 e ao Another World de Delphine lançado em 1991. Cada nível abrange um grande número de telas sem rolagem, quase todas com vários níveis de altitude - exigindo que o personagem do jogador Conrad pule, se agarre em bordas, suba, use elevadores e desça em níveis mais baixos. Conrad exibe velocidade de corrida humana realista e capacidade de salto, bem como fraqueza realista - ele morrerá se cair de uma altura muito grande.
Conrad também carrega uma pistola com munição ilimitada; um escudo de força, que absorve um certo número de tiros antes de precisar recarregar, agindo como a saúde de Conrad (quantos ataques ele pode sobreviver antes de morrer); e um campo de força portátil com uso ilimitado, que pode atuar como uma barreira temporária para bloquear os tiros dos inimigos.

À medida que Conrad avança pelos sete níveis do jogo, ele é cada vez mais apresentado a quebra-cabeças espaciais, exigindo que o jogador descubra como guiá-lo em direção ao seu destino. No final do jogo, Conrad recebe um dispositivo de teletransporte e é capaz de progredir jogando o dispositivo e se teletransportando para áreas inacessíveis.

## Enredo
No ano de 2142, o agente de inteligência Conrad B. Hart descobre que alienígenas metamorfos conhecidos como Morphs se infiltraram na sociedade humana. Ele grava uma mensagem para si mesmo, mas antes que possa avisar alguém, ele é capturado e sua memória apagada. Mais tarde, ele escapa, mas aterrissa seu veículo em uma selva, onde a jogabilidade começa quando ele deixa cair sua mensagem gravada. Se o jogador o recuperar, ele instrui Conrad a encontrar seu amigo Ian em New Washington.
Uma vez lá, ele encontra Ian sendo atacado pela polícia. Depois que Conrad os mata, Ian usa um regenerador para restaurar suas memórias, uma cópia da qual ele enviou para Ian. Depois, Conrad está determinado a retornar à Terra. Ian diz a ele que a única maneira que ele pode pagar uma passagem para a Terra é ganhar uma na Torre da Morte, um game show em que os competidores lutam até a morte, e documentos falsos são necessários para um passe. Para pagar os papéis falsificados, Conrad aceita uma série de trabalhos perigosos na cidade. Ele se vê continuamente alvo da polícia, que presumivelmente foi enganada por infiltrados Morph.
Conrad ganha a Death Tower e viaja para a Terra. Seus papéis falsos o fazem passar pelo posto de controle, mas os Morphs logo percebem quem ele é e Conrad é perseguido por mais policiais. Ele pega um táxi para o Paradise Club, que esconde o esconderijo dos Morphs. Ele espia em três Morphs através de uma abertura no teto. Eles discutem seu plano de conquistar a Terra em poucas horas. Conrad cai pelo respiradouro e é levado para uma cela de prisão. Logo, Morphs entram em sua cela para matá-lo. Conrad passa por eles e pega uma arma alienígena descartada. Explorando a instalação, ele descobre um teletransportador e o usa para se transportar para o planeta natal dos Morphs.
Ele encontra um prisioneiro humano chamado Phillip Howard Clark. Quando ele abre sua prisão, um Morph aparece e executa Phillip. Morrendo, Phillip dá a Conrad uma carga atômica. O diário de Phillip revela que ele planejou destruir o "Master Brain" que controla os alienígenas, localizado no núcleo do planeta, mas o "Auxiliary Brain" deve ser destruído para abrir os caminhos de comunicação para o Master Brain. Conrad destrói o Cérebro Auxiliar e encontra o caminho do Cérebro Mestre. Ao chegar a um determinado local, ele ouve a voz de Phillip, dizendo-lhe que a carga atômica deveria ser colocada em uma plataforma solta. Depois que ele faz isso, ele aciona um interruptor, despertando o cérebro para causar um tremor, que derruba a carga em direção ao núcleo. Conrad escapa para o hangar e leva a espaçonave de um Morph para fora da atmosfera do planeta antes que ela detone. Como ele não pode navegar para casa devido à galáxia dos Morphs não estar em nenhum mapa estelar humano, ele se coloca em animação suspensa enquanto sua nave flutua no espaço, levando aos eventos de Fade to Black.
A versão para PC tem uma sequência introdutória estendida e mais cenas menores do que a versão Amiga, como ao pegar itens. Na versão Amiga, o usuário pode ver essas cenas habilitando-as (embora com alguns segundos de atraso cada vez que as animações são carregadas) ou jogando o jogo inteiramente a partir do disco rígido. A versão Amiga também tinha a opção de ampliar a ação sempre que Conrad abre fogo. Devido a críticas ao visual, ele foi removido de todas as outras versões, embora a opção de jogar o jogo em zoom tenha permanecido na versão para PC. A mensagem que Conrad escreve no final também foi diferente nesta versão.
O jogo foi originalmente lançado em disquete de 3,5" para MS-DOS. O relançamento em CD-ROM para o Sega CD (mais tarde adaptado para o PC CD-ROM, 3DO e CD-i) contou com FMVs cinematográficos pré-renderizados refeitos com dublagem e efeitos sonoros. A versão Sega CD também tem trabalho de voz para jogabilidade e faixas de CD para cada nível que não foram transportados para as outras conversões de CD-ROM. O port Jaguar tem a tela de título que essas versões possuem, mas a música é diferente e as cutscenes são como nos lançamentos originais.
Em 2013, Paul Cuisset disse à Retro Gamer que "A melhor versão para mim é a versão Mega Drive. O jogo foi criado para esta plataforma."
Na América do Norte, as versões Genesis, Super NES e Sega CD apresentavam uma história em quadrinhos da Marvel dentro do manual para explicar a história inicial. Os lançamentos PAL das versões Mega Drive e Super NES (não havia versão Mega CD na região PAL) omitiram o quadrinho e, em vez disso, apresentavam um prólogo textual. O port do Super NES apresentava alguma censura menor devido às diretrizes de conteúdo da Nintendo na época. As mudanças incluíram o bar de New Washington se tornando um café e a Death Tower sendo renomeada para Cyber Tower, enquanto os mutantes inimigos (que tinham cores de pele naturais em outras versões) foram recoloridos de verde.
Uma trilha sonora de CD de duas faixas foi lançada com músicas inspiradas no jogo, mas não diretamente dele.
Flashback, junto com Another World, foi enviado como um único pacote de varejo pela Microids para PlayStation 4, Switch e Xbox One na Europa em 16 de abril de 2020.
Flashback vendeu cerca de 750.000 cópias em 1995.
A Computer Gaming World aprovou os "gráficos soberbamente rotoscópios" do Flashback, o "movimento fluido" e o áudio da placa de som. Ao criticar a interface desajeitada e o uso de save points, a revista concluiu que "é um excelente jogo que realmente cria uma sensação de realidade". A Electronic Gaming Monthly elogiou a versão SNES por ter gráficos e músicas melhorados em relação à versão Genesis. Eles observaram que o Flashback às vezes é lento, mas mantém o interesse do jogador por meio de seu enredo convincente e quebra-cabeças envolventes. A revista MegaTech admitiu que, embora houvesse "cinco grandes níveis", terminar o jogo não demorou muito. A Nintendo Power elogiou os gráficos, a história e a animação, chamando-o de "quase cinematográfico", observando que o controle do jogo leva "algum tempo para se acostumar".
A Electronic Gaming Monthly comentou que a versão do Sega CD é "praticamente idêntica" à versão do Genesis, mas que o Flashback ainda é uma compra essencial para quem ainda não possui uma versão diferente. A GamePro, em contraste, argumentou que as cenas retrabalhadas "parecem tão incríveis que mesmo os jogadores que já completaram este jogo em outra plataforma vão querer jogá-lo novamente apenas para ver todas as novas imagens do CD". Eles também elogiaram a adição de uma trilha sonora e vozes com qualidade de CD. Um revisor da Next Generation reconheceu que a versão do Sega CD faz melhorias consideráveis, mas argumentou que todas são melhorias padrão do cartucho para o Sega CD que não têm impacto na jogabilidade. No entanto, ele elogiou o próprio Flashback por seus gráficos, animação e "quebra-cabeças diabolicamente inteligentes", e disse que, embora o jogo se assemelhe superficialmente a Another World e Heart of the Alien, ele está "em uma classe por si só que os supera facilmente". A Entertainment Weekly também disse que o Flashback em si ainda se manteve bem, mas que as melhorias da versão do Sega CD parecem menos significativas do que seus tempos de carregamento frequentes. Revendo a versão Jaguar, a GamePro observou que era apenas uma porta direta sem melhorias para tirar proveito do hardware, mas que "o jogo não é menos agradável" do que quando foi lançado para consoles de jogos mais de um ano antes.
Revendo a versão Macintosh em Next Generation, um crítico aplaudiu a animação do jogo, sequências de histórias, enredo, design de níveis e longevidade.
Next Generation revisou a versão 3DO do jogo e afirmou que "este título ainda é o mesmo grande jogo que estamos procurando há alguns anos. E uma última observação, o controle 3DO, pela primeira vez, não interfere (muito) no exigente esquema de controle do jogo."
Flashback foi listado no Guinness World Records como o jogo francês mais vendido de todos os tempos. A versão para Mega Drive se tornou um best-seller.
Em 1994, a Mega colocou o jogo no oitavo lugar em sua lista dos melhores jogos de Mega Drive de todos os tempos. Em 1997, a Electronic Gaming Monthly listou a versão Genesis como número 92 em seus "100 melhores jogos de todos os tempos", chamando-a de "um pacote forte que é divertido de jogar até hoje. Flashback nos faz sentir como se estivéssemos naquele mundo alienígena, e com sua animação realista e excelentes movimentos, não podemos deixar de amá-lo." Em fevereiro de 2011, Wirtualna Polska classificou-o como o 17º melhor jogo Amiga e a edição polonesa do CHIP classificou-o como o décimo melhor jogo Amiga. Em 2004, os leitores do Retro Gamer votaram em Flashback como o 65º melhor jogo retrô. Em 1994, a PC Gamer UK nomeou Flashback como o 17º melhor jogo de computador de todos os tempos. Os editores escreveram: "O Flashback prova que, quando se trata de produzir jogos originais, estilosos e desafiadores, há poucos mais adeptos do que os franceses." A IGN classificou o jogo em 79º em seu "Top 100 SNES Games of All Time". Em 2018, a Complex listou o jogo em 43º lugar em seus "Melhores jogos de Super Nintendo de todos os tempos". Em 1995, Total! colocou o jogo em 24º lugar no Top 100 SNES Games. Eles elogiaram os gráficos rotoscopados dizendo na época "a animação mais realista já vista em um jogo de plataforma". Eles também elogiaram a combinação de desafios de quebra-cabeça estilo ação e aventura resumindo: "O jogo em si é uma [..] de uma experiência e o excelente enredo também mantém a coisa toda incrivelmente atmosférica." Em 1996, a GamesMaster listou a versão 59 do Mega Drive em seu "Top 100 Games of All Time".
Uma sequência intitulada Fade to Black foi produzida pela Delphine Software International em 1995 para PC e PlayStation como um jogo 3D. Um terceiro jogo da série, Flashback Legends, estava em desenvolvimento pela Delphine Software International e Adeline Software International para um lançamento planejado em 2003, mas foi cancelado quando a empresa faliu e encerrou as operações no final de 2002.
No início de 2013, havia rumores de que um jogo intitulado Flashback Origins estava em desenvolvimento, com o site francês Gameblog afirmando que € 300.000 de financiamento do governo foram concedidos à VectorCell de Cuisset em 2011. Em 11 de abril de 2013, um remake de <i id="mwASk">Flashback</i> foi anunciado com um trailer de revelação.
A Microids, que criou a porta Switch do jogo original, anunciou a sequência Flashback 2 para computadores pessoais e vários consoles para lançamento planejado em 2022. A empresa não especificou como o jogo seria conectado, se for o caso, ao Fade to Black.
REminiscence, uma recriação do motor de jogo, foi criado por Gregory Montoir (cyx). O motor está disponível para AmigaOS 4, Dreamcast, GP2X, iPhone, Linux, Microsoft Windows, Mac OS X, Maemo, MorphOS, Nintendo DS, Wii, Palm OS, PlayStation 2, PlayStation Portable, Sega Saturn e Windows CE. Há também um para o Xbox 360 por MagicSeb. Uma porta para Symbian e Maemo 5 por Ronen K está disponível.
Uma sequência, Flashback 2 foi anunciada pela Microids em maio de 2021, o jogo está em desenvolvimento e programado para ser lançado em 2022 para PC e consoles.